# Reckless (Band)
Reckless war eine kanadische Hard-Rock- und Heavy-Metal-Band Anfang der 1980er Jahre.

## Geschichte
Die Band wurde anfangs unter dem Namen Harlow von Steven Madden gegründet, wobei der Gesang anfangs neu weiblich war. Schon bald änderte die Band ihre Besetzung und ihren Namen, da es bereits eine gleichnamige US-amerikanische Band gab. Steve Madden (Lead-Gitarre, Akustik-Gitarre, Gesang), Jan Melanson (Lead-Gesang), Gene Stout (Bass, Gesang) und Gil Roberts (Schlagzeug, Percussion) unter dem Namen Harlow. Die Kombination aus kommerziellem gitarrenbasierten Heavy Metal im Van-Halen-Stil geprägt durch Malansons eigenwillige Gesangseinlagen führte zu einer allgemeinen guten Aufnahme beim Publikum. Gepaart mit dem knallblonden Look der Frontfrau schien dies Reckless die Chance zu geben, aus der Menge herauszuragen. Das Album floppte jedoch und die Band brach auseinander. Ein zweiter Versuch von Steve Madden mit anderen Musikern führte auch nicht zum Erfolg.

## Stil
Laut Martin Popoff in seinem Buch The Collector’s Guide of Heavy Metal Volume 2: The Eighties spiele die Band auf Heart of Steel melodischen Hard Rock mit einprägsamen Refrains. Laut Tony Jasper und Derek Oliver in The International Encyclopedia of Hard Rock and Heavy Metal spiele die Band Pop Metal, der einer schlechten Version von Van Halen gleiche. Laut Alarich Augustin vom Metal Hammer würden die Liedstrukturen auf Heart of Steel stark an Mötley Crües Shout at the Devil erinnern, während der Gesang Erinnerungen an frühe Judas Priest wachrufe.

## Diskografie
- 1980: Reckless (Album, Harvest Records)
- 1980; Victim of Time (Single, EMI Music)
- 1984: Heart of Steel (Album, Heavy Metal America)
- 1984: Hot ’n Ready (Single, FM Revolver)